# 曾广泰
曾广泰（1910年—1994年），湖北红安县华河乡曾家村人，中国工农红军、八路军军事将领。
1929年，曾广泰参加中国工农红军，任红四方面军第4军11师33团营政治教导员，红30军93师270团政治委员、268团政治委员、第89师政治委员等职位，参加四次反围剿以及长征。抗日战争期间，担任八路军120师385旅770团副团长，后在江南等地组织抗日活动，担任鄂东自卫团长、新4军5师39团参谋长、第37团政治委员。二次国共内战期间，担任第38团团长，鄂豫陕第1军分区副司令员兼参谋长，中原军区鄂豫第3军分区副司令员。中华人民共和国成立后，担任孝感军分区司令员、恩施军分区司令员、湖北省林业厅副厅长。1955年获二级八一勋章、二级独立自由勋章、二级解放勋章。